# Karsbach
Karsbach är en kommun och ort i Landkreis Main-Spessart i Regierungsbezirk Unterfranken i förbundslandet Bayern i Tyskland.
Kommunen ingår i kommunalförbundet Gemünden am Main tillsammans med kommunerna Gössenheim och Gräfendorf.